# Писарев, Модест Иванович
Модест Иванович Писарев (2(14) февраля 1844, Кашира, — 30 сентября (13 октября) 1905, Санкт-Петербург) — русский актёр, педагог, критик, дальний родственник Писарева Дмитрия Ивановича, муж русской актрисы Стрепетовой П. А., один из организаторов «Товарищества русских актёров» (совместно с В. П. Андреевым-Бурлаком).

## Рождение, ранние годы
Писарев Модест Иванович родился 2 февраля 1844 года в Кашире и провёл ранние годы детства в небольшом имении своего отца, Ивана Петровича Писарева — потомственного дворянина. Когда Модесту пошёл двенадцатый год, родители отдали его в одну из московских гимназий. В 1865 году окончил юридический факультет Московского университета.
Творческий путь Писарева начался в московских театральных кружках. С 1859 он выступал на любительской сцене. Профессиональную сценическую деятельность начал в 1867 в Симбирске. Работал в Оренбурге, городах Поволжья, Урала, затем в Москве (театр А. А. Бренко, театр Корша и др.), с 1885 в Александринском театре в Петербурге.

## Зрелые годы
Замечательный исполнитель драматических ролей бытового репертуара: Русаков, Несчастливцев («Не в свои сани не садись», «Лес» Островского), Ананий Яковлев («Горькая судьбина» Писемского) и др. Один из образованнейших актёров своего времени, Писарев по эстетическим взглядам был близок В. Г. Белинскому, Н. А. Добролюбову, Н. А. Некрасову. В своих критических статьях активно поддерживал А. Н. Островского и реалистическое направление им возглавляемое. Подготовил к изданию первое полное собрание сочинений Островского (Санкт-Петербург, 1904—05).

## Личная жизнь

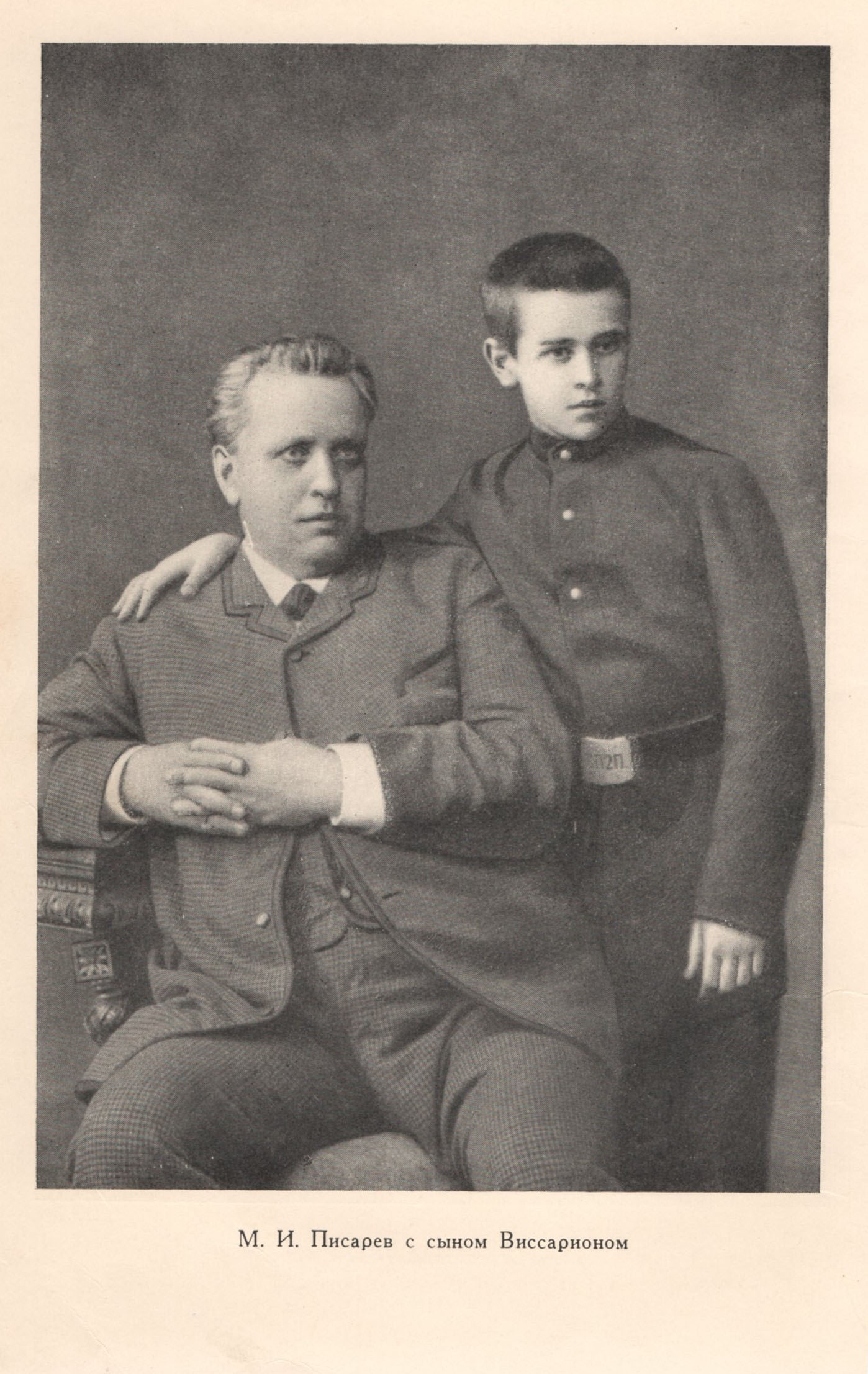
Модест Писарев с сыном
Виссарионом

В 1877 году женился на Пелагее Антипьевне Стрепетовой, Писарев с огромным успехом гастролирует с ней в Харькове, Киеве, Петербурге. Это момент наивысшего расцвета его творчества. Однако их личная жизнь сложилась несчастно, через некоторое время они разошлись. Но Писарев до последних дней своей жизни сохранил к Стрепетовой, как актрисе, чувство восхищенного благоговения. До конца своей жизни он любил рассказывать своим многочисленным ученикам, как исполняла Стрепетова те или иные места своих ролей. Это была встреча двух единомышленников в искусстве. В браке родился сын Виссарион (назван в честь В. Г. Белинского).

## Конец жизни, смерть

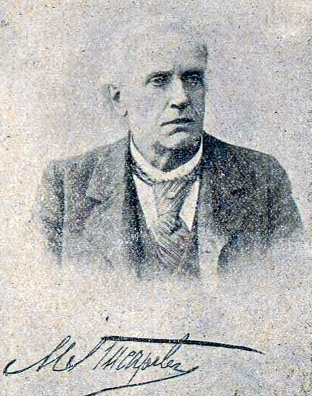
Модест Иванович Писарев

В 1901 году Писарев тяжело заболел. Денег на лечение у него не было, так как Дирекция императорских театров, невзлюбившая Писарева, еще за несколько лет до того без всякого основания вдвое сократила его жалованье. О его тяжёлом положении заговорила пресса, сравнивая больного, лишённого сил актера с «ослепшим художником», с «потерявшим голос певцом». Актёры Александринского театра устроили спектакль «в пользу больного товарища».
Писарев умер 30 сентября 1905 года. На лентах погребальных венков стояли имена крупнейших актеров, имена его учеников и любивших его зрителей. Тут были и живые цветы от В. Ф. Комиссаржевской.
На похоронах господствовало необычное настроение. «Многие из нас в эту минуту поняли, — рассказывает очевидец, — что мы хороним не просто выдающегося актёра, но замечательного человека, верного рыцаря, без страха и упрёка служившего русскому искусству». В этом искусстве, как писал Писарев в письме, хранящемся в Бахрушинском музее, он сам особенно ценил «правду изображения, исполненного простоты и искренности, при беззаветной любви к своему народу».
Был похоронен на Никольском кладбище в Санкт-Петербурге. В 1936 году прах перенесён в некрополь мастеров искусств (Тихвинское кладбище (Санкт-Петербург) Александро-Невской Лавры), установлена гранитная плита.

## Оценки
Тепло и по-доброму вспоминает о Писареве в своих сочинениях Самуил Яковлевич Маршак:
«И разве узнал бы я в гимназии о русском театре столько, сколько мог рассказать мне актёр Модест Иванович Писарев?..»
«Писарев был очень красивым, очень скромным человеком. Он мало говорил о себе и очень охотно о других актёрах… Очень ценил МХТ. Во время его гастролей в Петербурге говорил: „Нет другой школы, кроме школы МХТа“. В доме у него всегда было много молодежи, молодых художников и актеров. У него бывали Павел Самойлов, молодой Петипа, старый и очень интересный человек — режиссёр Кольвер, молодой, очень страстный актёр и художник Плоткин. Писарев был моим большим другом, хоть мне было 14-15, а Писареву — 60 лет. Мы очень дружили, вместе читали Шекспира (Писарев был человеком высокой общей культуры, любил литературу, в частности английскую)».